# Marolles-lès-Bailly
Marolles-lès-Bailly è un comune francese di 104 abitanti situato nel dipartimento dell'Aube nella regione del Grand Est.

## Società

### Evoluzione demografica
Abitanti censiti